# Mil A Gritos Records
Mil A Gritos Records es una discográfica independiente, creada por los miembros del grupo vasco Soziedad Alkohólika en 1995.

## Grupos
- Soziedad Alkohólika
- Betagarri
- Ekon
- Eraso!
- Flitter
- Habeas Corpus
- Kaos Etíliko
- Anarko
- Obligaciones
- Orujo De Brujas
- Paquita’s Niples
- Reverendo Parker
- Sálvate Si Puedes
- MALM
- Bat Bitten